# Réting Rinpoché
Reting Rinpoché (tibétain : རྭ་སྒྲེང་རིན་པོ་ཆེ, Wylie : rwa-sgreng rin-po-che, pinyin tibétain : Razheng) est le titre du lama principal du monastère de Reting, ancien siège de l’école kadampa devenu monastère gelugpa[Quand ?], situé au Tibet central, dans la vallée Reting Tsampo au nord de Lhassa. La fonction se transmet par réincarnation. Les Reting Rinpoché ont parfois aidé à reconnaître le nouveau dalaï-lama. Ce fut le cas du 5e, et c’est peut-être la raison pour laquelle les autorités chinoises ont voulu désigner elles-mêmes le 7e Reting Rinpoché.
Le 1er Reting Rinpoché, Jigten Ngawang Chokten (zh), fut l'enseignant en lettres classiques de Kelzang Gyatso, 7e dalaï-lama ; le 4e Reting, Ngawang Lobsang (zh), fut l'enseignant en lettres classiques de Thubten Chökyi Nyima, 9e panchen lama.

## Liste des Réting Rinpoché
| N°  | Nom (THL)                            | Intronisation et titre | naissance- décès                | Nom en tibétain | Nom en caractères han     |
| --- | ------------------------------------ | ---------------------- | ------------------------------- | --- | ------------------------- |
| 1er | Ngawang Chogden                      | Ganden Tripa           | 1677–1751                       | tibétain : ཀཅན་ཚ་ངག་དབང་མཆོག་ལྡན, Wylie : kcan tsha ngag dbang mchog ldan                                                                         | 阿旺曲丹                  |
| 2e  | Lobsang Yeshe Tenpa Rabgye           | 1761                   | 1759–1815                       | tibétain : བློ་བཟང་ཡེ་ཤེས་བསྟན་པ་རབ་རྒྱས, Wylie : blo bzang ye shes bstan pa rab rgyas                                                                 | 热振·洛桑益西丹巴绕杰     |
| 3e  | Ngawang Yeshe Tsultrim Gyaltsen      | Régent du Tibet        | 1816–1863                       | tibétain : ངག་དབང་ཡེ་ཤེས་ཚུལ་ཁྲིམས་རྒྱལ་མཚན, Wylie : ngag dbang ye shes tshul khrims rgyal mtshan                                                      | 热振·阿旺益西楚臣坚赞     |
| 4e  | Ngawang Lobsang Yeshe Tenpe Gyaltsen | inconnu                | inconnu                         | tibétain : ངཀ་དབང་བློ་བཟང་ཡེ་ཤེས་བསྟན་པའི་རྒྱལ་མཚན, Wylie : ngak dbang blo bzang ye shes bstan pa’i rgyal mtshan                                        | 热振·阿旺洛桑益西丹巴坚赞 |
| 5e  | Thubten Jamphel Yeshe Gyaltsen       | 1930, régent du Tibet  | 1912–1947                       | tibétain : ཐུབ་བསྟན་འཇམ་དཔལ་ཡེ་ཤེས་རྒྱལ་མཚན་, Wylie : thub bstan 'jam dpal ye shes rgyal mtshan                                                       | 热振·图旦绛白益西丹巴坚赞 |
| 6e  | Tenzin Jigme Thutob Wangchug         | 1955                   | 1948–1997                       | tibétain : བསྟན་འཛིན་འཇིགས་མེད་ཐུབ་བསྟན་དབང་ཕྱུག, Wylie : bstan 'dzin 'jigs med thub bstan dbang phyug་, pinyin tibétain : Tenzin Jigme Thutob Wangchuk | 热振·单增晋美土多旺秋     |
| 7e  | Sonam Phuntsog                       | 2000                   | 1997- en fuite[réf. nécessaire] | tibétain : བློ་གྲོས་རྒྱ་མཚོ་འཕྲིན་ལས་ལྷུན་གྲུབ་, Wylie : blo gros rgya mtsho 'phrin las lhun grub                                                            | 热振·洛追嘉措赤烈伦珠     |

## Le5eRéting Rinpoché

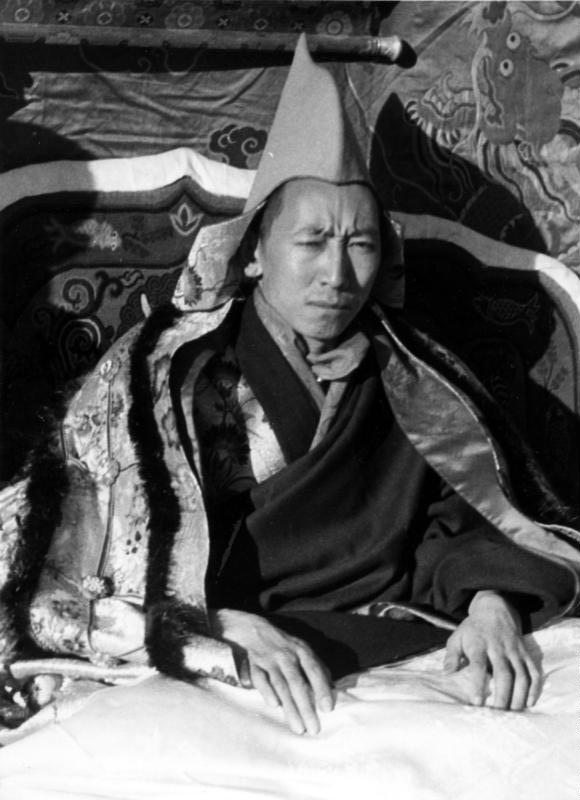
Reting Rinpoche (1938-39)

Thupten Jampel Tishey Gyantsen (1911-1947), habituellement appelé Gyaltsap (Gyetsap) Rinpoché, est né à Dagpo de parents de condition modeste. Dès son jeune âge, il montra des signes de sagesse et fut identifié comme étant la 5e incarnation de Réting Rinpoché. Il étudia au monastère de Séra, dont il obtint le diplôme de guéshé. 
En 1934, un an après la mort du Thupten Gyatso, 13e dalaï-lama, il fut nommé régent et fut chargé du gouvernement du Tibet. La même année, il ordonna l'arrestation de Lungshar, ancien commandant en chef de l'armée et ancien responsable du ministère des finances sous le 13e dalaï-lama, qui était accusé de conspirer pour renverser le Kashag et projetait d'assassiner le ministre Trimön. L'ancien dignitaire fut condamné à l'énucléation et à la prison à vie.
En 1934, Réting Rinpoché autorisa les membres de la mission chinoise de condoléances à établir à Lhassa un bureau de la commission des affaires mongoles et tibétaines puis à installer une station de radio permanente,.
En 1935, il se rendit en compagnie de différents dignitaires sur les rives du lac sacré de Lhamo-Latso, le lac des visions, non loin du monastère Chokhorgyal, à la recherche des signes de la réincarnation du dalaï-lama. Il fut à l'origine de la découverte et du choix du 14e dalaï-lama, dont il fut le premier précepteur.
En 1936, il exprima par deux fois le désir de démissionner de sa fonction de régent. On le persuada de rester en fonctions, en l’assurant qu’on ne discuterait pas ses ordres. 
Lors de l'installation du jeune dalaï-lama, âgé de cinq ans, au palais du Potala, le 22 février 1940, le régent, qui en était le premier précepteur, se tint autour de l'enfant, ainsi que Taktra Rinpoché, le second précepteur.
En février 1941, après avoir passé un accord avec Taktra pour lui laisser la place pendant deux ou trois ans, Réting Rinpoché démissionna et se retira au monastère de Réting. 
Selon Kashopa, en 1944, les factions monacales et laïques de l'ancien régent Reting Rinpoché lancèrent des rumeurs dans les trois monastères principaux, Séra, Drepung et Ganden, accusant de conceptions hostiles à la religion bouddhiste du Tibet l'école britannique ouverte cette année par son successeur, le régent Taktra Rinpoché.
En 1947, Réting Rinpoché se retrouva accusé de conspiration et de tentative d’assassinat contre Taktra Rinpoché. Il fut enfermé le 18 avril 1947 dans la prison de Sharchen Chog à Lhassa où il mourut le 8 mai. 
Selon certaines sources, sa mort ne serait pas naturelle. Des rumeurs d’empoisonnement ou d’émasculation se sont répandues. 
En 1947, lors de la répression gouvernementale contre les partisans de Reting, le monastère de Séra fut bombardé par l'armée tibétaine et pris d’assaut, ce qui coûta la vie à 200 moines. Les bâtiments furent entièrement pillés par les soldats, si bien que pendant des semaines des objets précieux réapparurent dans les boutiques de Lhassa,,,. De même, le monastère de Réting, l'un des plus anciens (XIe siècle) et des plus beaux du Tibet, fut saccagé et pillé par les soldats envoyés par le gouvernement tibétain. À l'instar du temple de Tengyeling trente ans auparavant, tous les bâtiments furent détruits,.
Pendant son inter-règne, Réting Rinpoché fit bâtir le gros-œuvre du stupa du 13e dalaï-lama.

## Le6eReting Rinpoché
Tenzin Jigme (1948-1997), né à Lhassa, fut identifié par le gouvernement chinois comme réincarnation du 5e Reting Rinpoché en 1951. Il fut intronisé au monastère de Reting en 1955. Il fut le premier personnage religieux tibétain à occuper un poste au Comité du Tibet de l'Association des bouddhistes de Chine en 1956, à l'âge de 8 ans.
Il fut persécuté pendant la révolution culturelle (1966-1976), où il subit des séances de « dénonciation publique » et fut emprisonné pendant un an. Réhabilité à la fin des années 1970, il fut nommé à divers postes officiels. Comme le 10e Panchen Lama, il se maria et mena une vie laïque. Il est décédé le 13 février 1997,.
Il n'est pas reconnu par tout le monde comme étant la vraie réincarnation du 5e Reting Rinpoché  .

## Controverse concernant le7eReting Rinpoché
Après le décès du 6e Reting Rinpoché, le gouvernement chinois sélectionna une vingtaine d'enfants et choisit Soinam Puncog (Sonam Phuntsok en tibétain), né dans la région de Lhari le 13 juillet 1997. Il fut reconnu comme étant le 7e Reting Rinpoché par les autorités chinoises en 2000, juste après la fuite du 17e Karmapa, Orgyen Trinley Dorje. Pékin semble vouloir l'utiliser pour la reconnaissance du futur dalaï-lama, tout comme le 5e Reting Rinpoché avait participé à la reconnaissance de l'actuel dalaï-lama. « La Chine s'efforce par tous les moyens possibles d'accroître son contrôle sur les activités religieuses au Tibet et notamment sur les réincarnations », commente à ce propos Richard Oppenheimer, du Tibet Information Network (Londres).
À Dharamsala, en Inde, le gouvernement tibétain en exil a indiqué en 2000 que Reting Rinpoché ne s'était pas encore réincarné. Selon Tashi Wangdi, ministre des affaires religieuses et culturelles, « Le système de réincarnation est unique au bouddhisme tibétain et il y a une procédure établie qui n'a pas été suivie dans ce cas ». Il a ajouté qu'il s'agissait d'une « nomination politique », et expliqué que « Si quelqu'un est nommé politiquement, il n'aura aucune influence sur le peuple car celui-ci ne l'acceptera pas. C'est un exercice inutile. Le choix d'une réincarnation doit être fait avec l'approbation finale des lamas de haut rang, et dans le cas d'importants lamas tels que celui-là, par Sa Sainteté le Dalaï Lama ».
En mai 2000, 8 moines du monastère de Reting qui avaient protesté contre la sélection du 7e Reting Rinpoché, avaient été arrêtés et mis en détention par les autorités chinoises.